# 科林·內美克
科林·內美克（Corin "Corky" Nemec，1971年11月5日—）是美國的一位演員、製作人、編劇。他曾在ABC電視劇末日逼近中飾演Harold Lauder角色。 